# Centrale nucléaire de Cernavodă
La centrale nucléaire de Cernavodă est localisée à Cernavodă en Roumanie. Il s'agit de la seule centrale nucléaire roumaine, comptant deux réacteurs de type CANDU de 650 MW chacun, mis en service en 1996 et 2007, qui ont produit 18,5 % de l'électricité du pays en 2018.
Le projet de construire deux réacteurs supplémentaires a connu de nombreuses vicissitudes après un début de chantier interrompu en 1992. Après un accord avec l'entreprise chinoise China General Nuclear Power Corporation (CGN) en 2014, la Roumanie a rompu l'accord avec CGN en janvier 2020 pour se retourner vers les États-Unis.

## Caractéristiques des réacteurs
À l'origine (années 1980), il était prévu d'y construire cinq réacteurs nucléaires.
La centrale est équipée de deux réacteurs de type CANDU de 650 MW chacun, connectés au réseau en juillet 1996 et août 2007 ; ils ont produit 10,35 TWh en 2019, soit 18,5 % de la production d'électricité du pays.
L'eau de refroidissement est prélevée dans le Danube.

## Projet Cernavodă 3 et 4
La construction des tranches 3 et 4 de la centrale de Cernavodă, interrompue depuis 1992, a connu de nombreuses vicissitudes : en 2008, un tour de table avait été finalisé avec Nuclearelectrica, entreprise publique propriétaire de la centrale, et six investisseurs européens pour le financement du projet, qui a obtenu toutes les autorisations requises et finalisés les études de faisabilité, mais en 2011-2013 tous les actionnaires, sauf Nuclearelectrica, se sont retirés. Un nouvel appel à candidature en 2014 a permis de sélectionner le Chinois China General Nuclear Power Corporation (CGN), avec lequel les négociations détaillées étaient toujours en cours en 2017. En avril 2019, le conseil d'administration de Nuclearelectrica, dont l'État possède 82,5 % du capital, approuve la signature d'un accord avec CGN pour la création d'une coentreprise chargée de la construction des deux réacteurs.
Après avoir annoncé en janvier 2020 la rupture de l'accord avec CGN, la Roumanie établit en juillet 2020 un « Comité de coordination stratégique » afin de relancer le projet de construction de Cernavodă 3 et 4. En octobre 2020, le département de l'Énergie des États-Unis annonce la conclusion d'un accord de coopération avec la Roumanie pour mettre l'expertise technique américaine à la disposition de la Roumanie en vue de la construction de Cernavodă 3 et 4 et de la réhabilitation de Cernavodă 1. Selon l'ambassadeur des États-Unis à Bucarest Adrian Zuckerman, la compagnie d'ingénierie américaine Aecom sera chargée de ce projet d'un montant total de 8 milliards de dollars qui sera mis en œuvre avec le soutien de compagnies roumaine, canadienne et française et un accord de financement devrait être conclu dans la foulée avec l'Exim Bank américaine. Le 26 octobre 2020, le premier ministre français Jean Castex signe avec le premier ministre roumain Ludovic Orban une déclaration d’intention pour la coopération dans le domaine de l’énergie nucléaire.
La production d’électricité d’origine nucléaire devrait ainsi passer de 19 à 30%.
En juin 2024 est inaugurée la première installation européenne d'extraction du tritium (TRF: Tritium Removal Technology) dans la centrale, projet estimé à 190 millions d'euros, dont 150 millions financés par la Banque européenne pour la reconstruction et le développement.